# Vera (seizoen 12)
Dit artikel vat het twaalfde seizoen van Vera samen. 

## Rolverdeling

### Hoofdrollen
- Brenda Blethyn - DCI Vera Stanhope
- Kenny Doughty - DS Aiden Healy
- Riley Jones - DC Mark Edwards
- Jon Morrison - DC Kenny Lockhart
- Ibinabo Jack - DC Jacqueline Williams
- Sarah Kameela Impey - dr. Paula Bennett

## Afleveringen
| Nr. | Aflevering | Titel                          | Schrijver    | Regisseur         | Uitzenddatum     |  |
| --- | ---------- | ------------------------------ | ------------ | ----------------- | ---------------- |  |
| 47 | 1          | Against the Tide               | Lucia Haynes | Will Sinclair     | 29 januari 2023  |  |
| Wanneer bij een verlaten vuurtoren een vastgebonden lichaam in een zeilboot wordt ontdekt wordt Vera erbij geroepen. Zij en haar team gaan meteen op onderzoek uit en ontdekken al snel dat het lichaam een ambtenaar van de gemeente en ervaren amateurzeiler Frank Channing is, en hij stond bekend als een familieman, met sterke vriendschappen. Het duurt echter niet lang als Vera ontdekt dat hij omgekomen is door een misdrijf. Vera en haar team pluizen de laatste dagen van Frank uit, en ontdekken al snel dat zijn leven niet allemaal van een leien dakje ging. |            |                                |              |                   |                  |  |
| 48 | 2          | For the Grace of God           | Sally Abbott | Claire Winyard    | 5 februari 2023  |  |
| Lance Corporal Conn Burns (Connail) was een toegewijde, ijverige en gedecoreerde soldaat met een liefdevol jong gezin, maar dat viel allemaal uit elkaar nadat hij het leger verliet. Het was niet gemakkelijk om zich aan te passen aan het burgerleven, en na een reeks slechte levenskeuzes kwam Conn op straat terecht. In een poging zijn leven weer op de rails te krijgen, had Conn onlangs stappen ondernomen om oude schulden terug te betalen, relaties op te bouwen die hem van de straat zou halen, maar een duister geheim uit zijn verleden en verraad in het heden zorgden ervoor dat hij om het leven werd gebracht.                                                                          |            |                                |              |                   |                  |  |
| 49 | 3          | Blue                           | Paul Logue   | Khurrum M. Sultan | 12 februari 2023 |  |
| Joel Kingston kwam uit een gerespecteerde en opmerkelijke politiefamilie, maar wanneer hij vermoord, drijvend in een parkmeer, wordt aangetroffen gaat Vera en haar team op onderzoek uit. Een complexe gezinsdynamiek, spanningen op het werk en connecties met de onderwereld schetsen een donker en complex beeld. Joel was er om te dienen en te beschermen, maar leidde zijn koppige toewijding aan gerechtigheid tegen elke prijs tot zijn dood? Of werd hij vermoord om te voorkomen dat hij een geheim zou onthullen dat iemands leven zou verwoesten? Vera stapt op tenen en trapt op een paar lange politietenen terwijl ze op zoek is naar antwoorden op de vraag waarom PC Joel Kingston dood is. |            |                                |              |                   |                  |  |
| 50 | 4          | The Darkest Evening            | Colette Kane | Paul Gay          | 19 februari 2023 |  |
| Tijdens een zware storm in de nacht komt Vera een verlaten auto tegen met een baby erin. Omdat er geen mobiel signaal is en de wegen in de buurt geblokkeerd zijn, wordt Vera gedwongen haar toevlucht te zoeken naar een plek waar ze liever niet is, Brockburn House, het voorouderlijke huis van haar vervreemde familie. Vera krijgt niet bepaald hier een warm welkom, en haar verschijning met een baby wordt ook niet echt op prijs gesteld. Het begint er nog erger uit te zien, en neemt een veel sinistere wending wanneer een lichaam wordt gevonden op het pad dat naar Brockburn House leidt. |            |                                |              |                   |                  |  |
| 45 | 5          | The Rising Tide (Kerstspecial) | Sally Abbott | Paul Gay          | 26 december 2023 |  |
| Wanneer op een afgelegen eiland een groep oude schoolvrienden samenkomt, om zich te herenigen en een oud schoolreisje te herdenken, escaleren de spanningen. Dit leidt tot een tragisch incident waarbij een van de groep dood wordt aangetroffen. Vera en haar team worden opgeroepen om het incident te onderzoeken. De gruwelijke dood wordt aanvankelijk verondersteld zelfmoord te zijn, aangezien Rick Kelsall onlangs werd ontslagen en de vrienden beweren er niets mee te maken te hebben. |            |                                |              |                   |                  |  |